# Резолюція Генеральної Асамблеї ООН 74/168
Резолюція Генеральної Асамблеї ООН A/RES/74/168 «Ситуація з правами людини в Автономній Республіці Крим та м. Севастополь, Україна» схвалена 18 грудня 2019 року на 74-й сесії Генеральної Асамблеї ООН. Вперше серед документів, які затверджуються Генасамблеєю, у ній згадується поняття «агресії» стосовно дій Російської Федерації в Криму.
На підтримку проекту резолюції проголосували 65 держав. Проти виступили 23 країни.

## Ініціатори
Проект резолюції 31 жовтня представили Австралія, Австрія, Албанія, Болгарія, Німеччина, Грузія, Данія, Ірландія, Ісландія, Іспанія, Канада, Латвія, Литва, Люксембург, Мальта, Маршаллові Острови, Нідерланди, Норвегія, Польща, Португалія, Республіка Молдова, Словаччина, Словенія, Сполучене Королівство Великої Британії та Північної Ірландії, Сполучені Штати Америки, Туреччина, Україна, Фінляндія, Франція, Хорватія, Чорногорія, Чехія, Швеція та Естонія.

## Зміст
У резолюції міститься посилання на міжнародно-правове визначення агресії та застереження про те, що отримання території або іншої переваги внаслідок агресії не може і не буде вважатися законним.
Документ засуджує масові затримання активістів та захисників прав людини на основі звинувачень у підтримці тероризму, зокрема, представників громадянської ініціативи «Кримська солідарність». Перепідтверджено заклик звільнити Еміра-Усеїна Куку, так само як і інших українських громадян, які незаконно утримуються Російською Федерацією.
Резолюція закликає припинити переслідування та звільнити осіб, затриманих за висловлювання думок, зокрема до початку окупації, а також засуджує триваючу практику призову чоловіків до Збройних сил РФ та кримінального переслідування тих, хто відмовляється від служби в лавах держави-окупанта.

## Голосування
Проєкт резолюції A/C.3/74/L.28, який запропонували 31 жовтня 2019 року 34 держави-члени ООН, а 14 листопада до співавторства долучилися ще 5 держав (напівжирним шрифтом), ухвалили 14 листопада на 45 засіданні Третього  комітету 67 голосами проти 23 при 82 утриманих та 18 грудня на 50 пленарному засіданні 74-ї сесії Генеральної Асамблеї кваліфікованою більшістю присутніх як A/RES/74/168:
| Голос         | Кількість | Держави-члени Організації Об'єднаних Націй |
| ------------- | --------- | --- |
| За            | 65        | Австралія, Австрія, Албанія, Андорра, Барбадос, Беліз, Бельгія, Болгарія, Ботсвана, Бутан, Вануату, Велика Британія, Гаяна, Гватемала, Гондурас, Греція, Грузія, Данія, Джибуті, Естонія, Ізраїль, Ірландія, Ісландія, Іспанія, Італія, Канада, Кіпр, Кірибаті, Коста-Рика, Латвія, Литва, Ліберія, Ліхтенштейн, Люксембург, Мальта, Маршаллові Острови, Молдова, Монако, Нідерланди, Німеччина, Нова Зеландія, Норвегія, Панама, Північна Македонія, Польща, Португалія, Румунія, Самоа, Сан-Марино, Словаччина, Словенія, Сполучені Штати Америки, Тувалу, Туреччина, Угорщина, Україна, Федеративні Штати Мікронезії, Фінляндія, Франція, Хорватія, Чехія, Чорногорія, Швейцарія, Швеція, Японія |
| Проти         | 23        | Білорусь, Бурунді, Венесуела, Вірменія, Гвінея, Еритрея, Зімбабве, Індія, Іран, Казахстан, Камбоджа, Киргизстан, Китайська Народна Республіка, Куба, М'янма, Нікарагуа, Північна Корея, Росія, Сербія, Сирія, Судан, Уганда, Філіппіни |
| Утрималися    | 83        | Алжир, Ангола, Аргентина, Багамські Острови, Бангладеш, Бахрейн, Бенін, Боснія і Герцеговина, Бразилія, Бруней, В'єтнам, Габон, Гаїті, Гамбія, Гана, Гренада, Домініканська Республіка, Еквадор, Ефіопія, Єгипет, Ємен, Замбія, Індонезія, Ірак, Йорданія, Кабо-Верде, Камерун, Катар, Кенія, Колумбія, Коморські Острови, Кот-д'Івуар, Кувейт, Лаос, Лесото, Лівія, Мавританія, Малаві, Малайзія, Малі, Мальдіви, Мексика, Мозамбік, Монголія, Намібія, Науру, Непал, Нігер, Нігерія, Об'єднані Арабські Емірати, Оман, Пакистан, Палау, Папуа Нова Гвінея, Парагвай, Перу, Південна Корея, Південно-Африканська Республіка, Руанда, Сальвадор, Сан-Томе і Принсіпі, Саудівська Аравія, Сейшельські Острови, Сенегал, Сент-Вінсент і Гренадини, Сент-Люсія, Сінгапур, Сомалі, Суринам, Сьєрра-Леоне, Таїланд, Танзанія, Того, Тонга, Тринідад і Тобаго, Туніс, Уругвай, Фіджі, Центральноафриканська Республіка, Чад, Чилі, Шрі-Ланка, Ямайка |
| Не голосували | 22        | Азербайджан, Антигуа і Барбуда, Афганістан, Болівія, Буркіна-Фасо, Гвінея-Бісау, Демократична Республіка Конго, Домініка, Екваторіальна Гвінея, Есватіні, Ліван, Маврикій, Мадагаскар, Марокко, Південний Судан, Республіка Конго, Сент-Кіттс і Невіс, Соломонові Острови, Східний Тимор, Таджикистан, Туркменістан, Узбекистан |
| Всього        | 193       | |

## Значення і реакція
МЗС України привітало ухвалення резолюції. Як засвідчив відвертий шантаж з боку російської сторони на адресу іноземних держав із вимогою не голосувати за проєкт резолюції, Росія і сама усвідомлює невідворотність настання міжнародно-правової відповідальності за вчинені протиправні діяння.